# Ordina
Ordina NV is een dienstverlener op het gebied van Consulting en ICT. Het is in 2023 overgenomen door het Franse Sopra Steria. Het bedrijf bedenkt, bouwt en beheert oplossingen voor de automatisering van bedrijfsprocessen en ICT. Ordina is opgericht in 1973.

## Bedrijfsgeschiedenis
Ordina bestaat in Nederland sinds 1973. De eerste tien jaar als dochteronderneming van het Franse Ordina en daarna van SG2, onderdeel van Société Générale. De naam stamt af van het Franse woord ‘ordinateur’ dat computer betekent. In 1985 werden de Nederlandse activiteiten verzelfstandigd door een managementbuy-out. De nieuwe Nederlandse directie bestond uit Erry de Boer, John Brenner, Jos Hollanders en Cock Slijkoord. Ordina had toen 77 medewerkers in dienst. Begin 1987 kreeg Ordina een beursnotering aan Euronext. 
Ronald Kasteel trad in 1996 toe tot de raad van bestuur en werd in 1999 benoemd tot bestuursvoorzitter. Als gevolg van de kredietcrisis heeft Ordina in 2009 een reorganisatie doorgevoerd waarbij circa 300 arbeidsplaatsen verloren gingen. Daarnaast is per 1 april 2009 het onderdeel BPO (business process outsourcing) afgestoten naar Centric.
Ordina heeft sinds 20 april 2011 al haar deelnemingen verkocht. Finext, de laatst verkochte deelneming, is in 1999 opgericht en was van 2004 tot 2011 voor 100% in handen van Ordina. Ze ondersteunt met consultancy- en interim managementoplossingen de financiële functie van top-500 ondernemingen. De verkoop van Finext was de eerste Professional Buy Out in Nederland, circa 70 Finext-medewerkers kochten 100% van de aandelen over.
Op 31 augustus 2011 verliet Kasteel het bedrijf en hij werd opgevolgd door Stépan Breedveld. Stépan Breedveld werkte voorheen bij Boston Consulting Group (BCG). Per 1 april 2017 is Jo Maes CEO van Ordina. Maes was voorheen CEO van Ordina België.
In maart 2023 bereikten Ordina en de Franse IT-dienstverlener Sopra Steria overeenstemming over een openbaar bod op alle Ordina aandelen; Sopra Steria is bereid € 5,75 per aandeel te betalen waarmee de totale overnamesom uitkomt op ongeveer € 518 miljoen. Het openbaar bod werd door Sopra Steria uitgebracht in juli 2023 en gestand gedaan in september van dat jaar waardoor Sopra Steria 98,01% van de Ordina aandelen is gaan houden. Voor het restant werd vervolgens een wettelijke uitkoopprocedure gevolgd. 

## Activiteiten
Ordina is een dienstverlener op het gebied van consulting en ICT. Het bedrijf concentreert zich op drie kernmarkten: financiële dienstverlening, overheid (inclusief zorg) en industrie (specifieke marktsegmenten). Ordina is vooral actief in de Benelux, waarbij twee derde van de omzet in Nederland werd behaald in 2022.
Ordina voerde een actief acquisitiebeleid en is daarmee vooral in de Nederlandse markt gegroeid. Ordina heeft diverse gespecialiseerde ondernemingen overgenomen zoals Utopics, Anaxagoras, Panfox, Professionals in Dienstverlening (PID), Youngwood, ITG Consulting Group, Bergson, Wisdom, Vertis, Magentis, Solidium, Infradesign, Innovity, Clockwork, TVW Group en Be Value.

### Resultaten
| Jaar | Omzet           | Nettoresultaat   | FTE's |
| ---- | --------------- | ---------------- | ----- |
| 2022 | € 429,4 miljoen | € 23,9 miljoen   | 2532  |
| 2021 | € 394,5 miljoen | € 24,6 miljoen   | 2583  |
| 2020 | € 369,2 miljoen | € 22,3 miljoen   | 2572  |
| 2019 | € 372,3 miljoen | € 14,9 miljoen   | 2629  |
| 2018 | € 358,5 miljoen | € 6,9 miljoen    | 2647  |
| 2017 | € 342,0 miljoen | € 3,1 miljoen    | 2559  |
| 2016 | € 343,6 miljoen | € 5,0 miljoen    | 2689  |
| 2015 | € 348,3 miljoen | € −3,2 miljoen   | 2886  |
| 2014 | € 366,9 miljoen | € 1,0 miljoen    | 2907  |
| 2013 | € 377,0 miljoen | € −65,0 miljoen  | 2961  |
| 2012 | € 400,7 miljoen | € 0,5 miljoen    | 2938  |
| 2011 | € 424,3 miljoen | € −15,8 miljoen  | 3035  |
| 2010 | € 436,6 miljoen | € −7,0 miljoen   | 3330  |
| 2009 | € 542,3 miljoen | € 0,18 miljoen   | 3711  |
| 2008 | € 653,4 miljoen | € −81,13 miljoen | 5300  |
| 2007 | € 665,4 miljoen | € 30,40 miljoen  | 5500  |
| 2006 | € 530,4 miljoen | € 25,83 miljoen  | 5000  |
| 2005 | € 443,9 miljoen |                  | 4190  |
| 2000 | € 360,3 miljoen |                  | 3700  |
| 1995 | € 67,9 miljoen  |                  | 800   |
| 1990 | € 40,6 miljoen  |                  | 336   |
| 1985 | € 2,2 miljoen   |                  | 77    |

### Locaties
In 2003 is Ordina zijn kantoren in midden Nederland gaan bundelen in een gebouw aan de snelweg A12 ter hoogte van Utrecht. Het kantoor vervult voor Ordina zowel de functie van hoofdkantoor als de belangrijkste locatie voor Ordina’s bedrijfsonderdelen.
Ordina beschikt over een aantal satellietkantoren:
- Randstad met Nieuwegein/Utrecht als centraal knooppunt
- Zuid-Nederland met Eindhoven als centraal knooppunt
- Noord-Nederland met Groningen als centraal knooppunt

Ordina heeft ook een aantal vestigingen in België en Luxemburg:
- Belgisch hoofdkantoor te Mechelen
- kantoor te Gent
- kantoor te Lummen
- kantoor te Namen
- Luxemburgs kantoor te Windhof

## Klokkenluider stapt naar het televisieprogramma Zembla
Op 1 oktober 2014 maakte Zembla bekend een USB-stick te hebben ontvangen van een klokkenluider. Daarop stond belastend materiaal voor het bedrijf inzake het mogelijk schenden van het mededingingsrecht. Op 2 oktober 2014 volgde een televisie-uitzending over dit onderwerp. De koers van het aandeel ging hierop hard onderuit, maar Ordina ontkende de aantijgingen. Op 27 januari 2015 werd bekend dat internationale partijen belangstelling hadden om het bedrijf over te nemen. Het bedrijf kwam na de affaire te boek te staan als een belangrijke overnameprooi.
Zembla zond op woensdag 28 januari 2015 een tweede programma gericht op Ordina uit. Hierin besteedde het aandacht aan korpschefs van politie, een officier van justitie en verscheidene ambtenaren van diverse ministeries zich tussen 2005 en 2010 lieten "smeren en fêteren" door Ordina. Het bedrijf probeerde zo overheidsaanbestedingen te beïnvloeden door ambtenaren gunstig te stemmen met golfpartijen, diners en het bijwonen van sportevenementen als voetbalwedstrijden en het toenmalige Ordina Open-tennistoernooi in skyboxen. Verscheidene ambtenaren gingen op deze uitnodigingen in, ondanks dat hun gedragscodes dat verbieden. Aldus Zembla, dat deze bevindingen onderbouwde met informatie gevonden op de USB-stick. De firma beraadt zich over haar reactie.
Uit het onderzoeksrapport van advocatenkantoor De Brauw Blackstone Westbroek kwamen onregelmatigheden naar voren in de contacten tussen Ordina en het Openbaar Ministerie, dat zelf juist verantwoordelijk is voor de vervolging van dit soort fraude. Het Openbaar Ministerie op haar beurt toonde belangstelling voor het onderzoek.

## Sponsor
- Het bedrijf was de hoofdsponsor van het Tennistoernooi van Rosmalen, waarvan de naam Ordina Open luidde.